# Vierlingsbeek

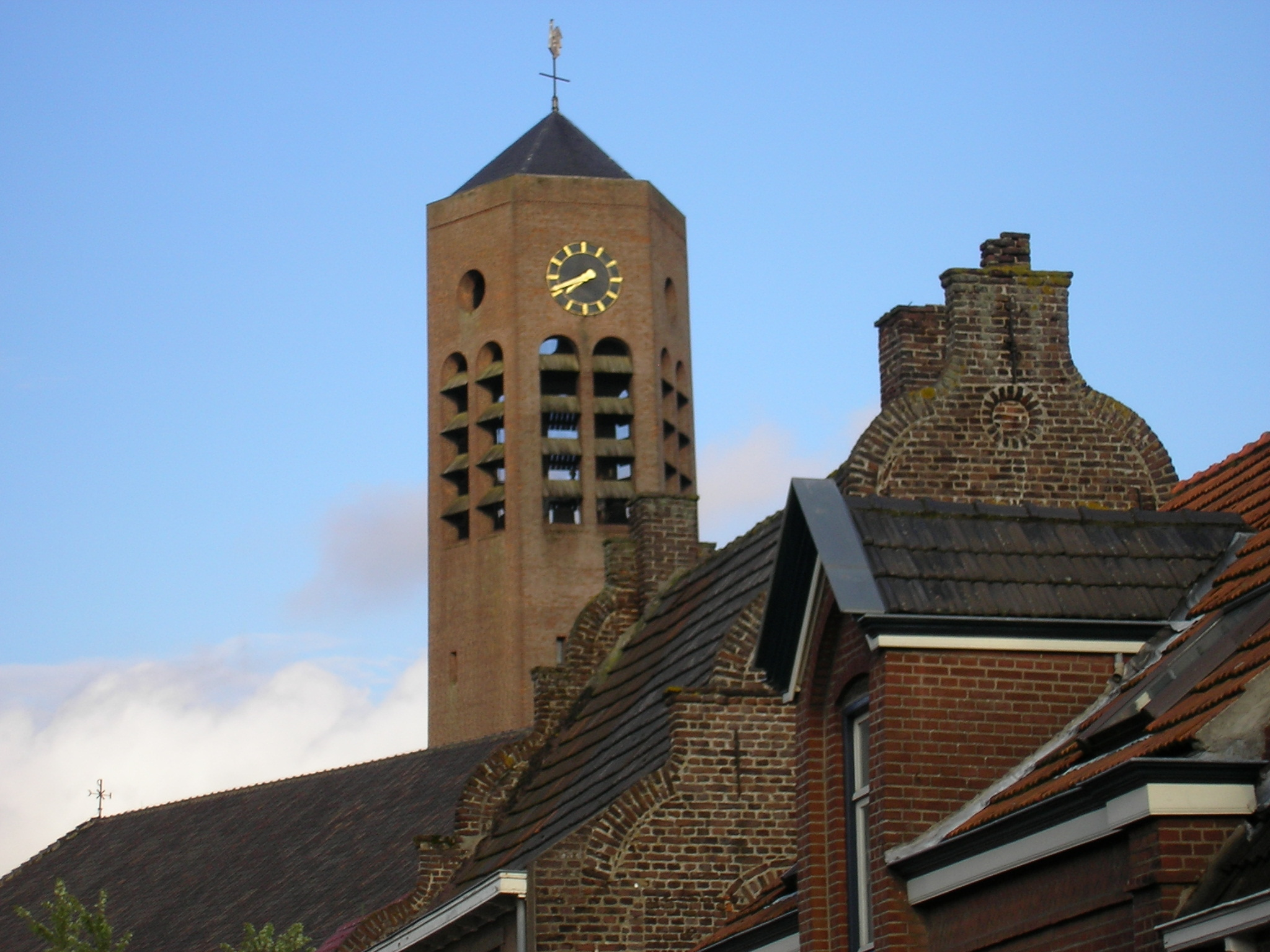
Vierlingsbeek: la Chiesa di San Lorenzo e la sinagoga

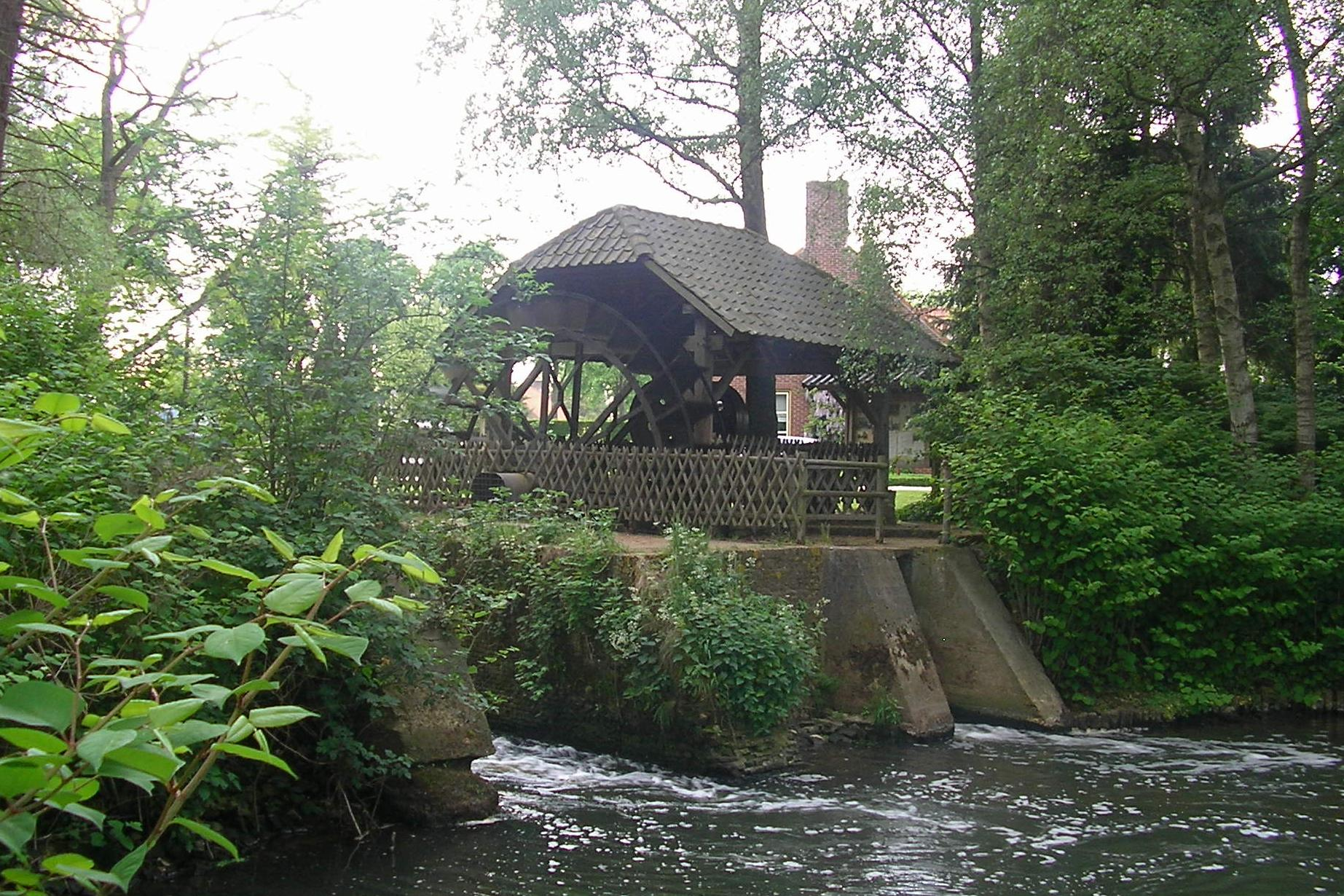
Vierlingsbeek: il Beekse Molen

Vierlingsbeek  è una località di circa 2.600 abitanti del sud-est dei Paesi Bassi, facente parte della provincia della Brabante Settentrionale e situata nella cosiddetta "Land van Cuijk" e lungo il corso del fiume Mosa,. Dal punto di vista amministrativo, si tratta di un ex-comune (che comprendeva anche le località di Groeningen, Holthees e Vortum-Mullem e tra il 1942 e il 1997 anche quelle di Maashees e Overloon), dal 1998 accorpato alla municipalità di Boxmeer.

## Collocazione
Vierlingsbeek si trova nella parte nord-orientale della provincia del Brabante Settentrionale, lungo il confine con la provincia del Limburgo e non lontano dal confine con la Germania ed è situata tra Nimega e Venlo (rispettivamente a sud della prima e a nord della seconda), a pochi km ad ovest della città tedesca di Goch (Renania Settentrionale-Vestfalia).
Il villaggio è situato in un'area naturale nota come Vierlingsbeekse Molenbeek.

## Geografia antropica

### Suddivisioni amministrative
- Vierlingsbeek
- Groeningen[3]

## Storia
Vierlingsbeek subì gravi danni nel corso della seconda guerra mondiale, anche se alcuni edifici sono sopravvissuti al conflitto.
Nel 1942, fu inglobata nel comune di Vierlingsbeek la municipalità di Maashees en Overloon.

## Stemma
Nello stemma di Vierlingsbeek è presente sul lato destro il patrono della città, San Lorenzo, raffigurato in colore azzurro. Ad esso si aggiunge lo stemma dei conti di Cuijk.
Questo stemma è attestato almeno sin dalla seconda metà del XV secolo.

## Edifici e luoghi d'interesse

### Chiesa di San Lorenzo
Tra gli edifici d'interesse di Vierlingsbeek, figura la Chiesa di San Lorenzo, risalente al XV secolo e in parte ricostruita dopo le distruzioni subite nel corso della seconda guerra mondiale.

### Beekse Molen
Altro edificio storico di Vierlingsbeek è il Beekse Molen, un mulino ad acqua risalente al 1672.

### Museum van Postzegel tot Tank
Nella frazione di Groeningen si trova il Museum van Postzegel tot Tank, un museo dedicato alla storia dell'ex-municipalità di Vierlingsbeek.